# Gouvernement du général Cavaignac
Pour les articles homonymes, voir Gouvernement provisoire de 1848.
Deuxième République
Commission exécutive Gouvernement Odilon Barrot I
Le gouvernement du général Cavaignac a été constitué le 28 juin 1848 à l'issue dramatique des Journées de Juin 1848 et prend fin le 20 décembre 1848, lors de la proclamation des résultats de l'élection présidentielle des 10 et 11 décembre 1848.

## Composition du gouvernement
Le 28 juin 1848, le général Cavaignac qui a disposé des pleins pouvoirs pour écraser l'insurrection déclenchée à la suite de la fermeture des Ateliers nationaux le 21 juin remet ses pouvoirs à l'Assemblée nationale. Celle-ci le maintient au pouvoir en lui conférant le titre de président du Conseil des ministres.
Cependant le général Cavaignac, républicain modéré, doit tenir compte des exigences des monarchistes (les « républicains du lendemain ») qui détiennent la majorité dans l'Assemblée. Les plus conservateurs d'entre eux forment le Comité de la rue de Poitiers, où se retrouvent Adolphe Thiers, Charles de Rémusat, Pierre-Antoine Berryer, le comte de Montalembert, le comte de Falloux. Ces hommes ne peuvent admettre le maintien au pouvoir de personnalités de l'équipe gouvernementale précédente (la Commission exécutive) en particulier Hippolyte Carnot, dont les projets sur l'instruction publique mettent en péril l'emprise de l'Église catholique sur l'éducation des jeunes Français. L'équipe gouvernementale proposée par Cavaignac, est formée pour l'essentiel de députés proches du journal Le National qui défend une politique républicaine modérée.

### Nominations du 28 juin 1848
- présidence du Conseil : général Eugène Cavaignac
- ministre de la Guerre : général Lamoricière, de tendance orléaniste
- ministre des Finances : l'agent de change Michel Goudchaux
- ministre de la Justice : Eugène Bethmont remplacé le 17 juillet par Pierre Marie de Saint-Georges
- ministre de l'Intérieur : Jules Senard, ex-procureur à Rouen, précédent président de l'Assemblée nationale constituante
- ministre de l'Agriculture et Commerce : Charles Gilbert Tourret
- ministre des Travaux publics : Adrien Recurt
- ministre des Affaires étrangères : Jules Bastide jusqu'au 29 juin 1848
- ministre de l'Instruction publique : Hippolyte Carnot remplacé le 5 juillet par Achille Vaulabelle, rédacteur au National

### Nominations 29 juin 1848
- ministre des Affaires étrangères : Alphonse Bedeau
- ministre de la Marine et des Colonies : Jules Bastide

### Remaniement du 5 juillet 1848
- ministre de l'Instruction publique : Achille Vaulabelle

### Remaniement du 17 juillet 1848
- ministre de la Justice : Pierre Marie de Saint-Georges
- ministre de la Marine et des Colonies : Raymond de Verninac Saint-Maur
- ministre des Affaires étrangères : Jules Bastide

### Remaniement du 13 octobre 1848
- ministre de l'Instruction publique et Cultes : Alexandre Pierre Freslon
- ministre de l'Intérieur : Jules Dufaure
- ministre des Travaux publics : Alexandre-François Vivien

### Remaniement du 25 octobre 1848
- ministre des Finances : Ariste Jacques Trouvé-Chauvel

### Remaniement du1erdécembre 1848
- ministre de l'Instruction publique et Cultes par intérim : Pierre Marie de Saint-Georges

Par ailleurs, le général Changarnier est nommé Commandant de la Garde nationale et Armand Marrast ancien directeur du National est élu président de l'Assemblée nationale ;
Le gouvernement est modifié le 24 octobre à la suite d'une crise politique avec l'Assemblée nationale (depuis le 12 octobre), qui condamne les méthodes de Jules Senard, ministre de l'Intérieur, pour préparer l'élection présidentielle prévue pour le 10 décembre, politique qui vise à faire de Cavaignac le candidat officiel. Charles Gilbert Tourret, Marie et Bastide restent au gouvernement. Par contre le parti de l'Ordre fait entrer certains des siens : Freslon à l'Instruction publique et aux Cultes, Vivien aux Travaux publics, Dufaure (jusqu'au 20 novembre) à l'Intérieur.

## La politique du gouvernement
Le gouvernement mène une politique destinée à maintenir l'union entre les composantes républicaine modérée et monarchiste de l'Assemblée nationale.
Il s'agit d'abord de réprimer le républicanisme avancé. L'état de siège est maintenu. Des bataillons de la garde nationale issus des quartiers populaires de Paris sont dissous (ce qui permet de récupérer près de 100 000 fusils). 11 000 individus sont incarcérés fin juin et début juillet. Des commissions militaires et des commissions composées de magistrats examinent leur cas, et durant l'été plus de 6 400 sont libérés. 4 300, désignés pour la « transportation » (déportation sans jugement), sont acheminés vers des ports de l'ouest. Dès le 5 juillet, Hippolyte Carnot, ministre de l'Instruction publique, est sacrifié sous la pression du Comité de la rue de Poitiers qui lui reproche ses idées avancées et sa tentative de faire des instituteurs les propagandistes de la République. L'administration préfectorale est épurée de ses éléments les plus républicains qui s'étaient montrés trop complaisants avec les insurgés (cas des Bouches-du-Rhône, de la Haute-Garonne ou de l'Orne). Le 28 juillet, un décret assimile les clubs politiques à des sociétés secrètes et en limite fortement les réunions. Les 9 et 11 août, deux décrets restreignent la liberté de la presse. Les délits de presse sont étendus aux attaques contre l'Assemblée, les institutions publiques, la liberté des cultes, la propriété et la famille. Les peines encourues vont de 1 mois à 3 ans de prison et les amendes de 100 à 400 francs. Le cautionnement des journaux est augmenté, il passe à 24 000 francs à Paris et 6 000 francs en province.
Par ailleurs, le gouvernement doit faire face au retour aux commandes des municipalités (et des cantons) des notables de la monarchie bourgeoise. Aux élections municipales du 31 juillet, sur 65 000 maires et adjoints nommés par la monarchie de Juillet et dont beaucoup avaient été remplacés au moment de la révolution de février 1848, plus de 35 000 sont réélus. Par contre, le rejet des notables dans certains départements (Var, Basse-Alpes, Vaucluse, Eure-et-Loir, Yonne) inquiètent les conservateurs du parti de l'Ordre qui voient renaître la menace des « partageux ». Il est certain que la politique fiscale de Goudcheaux provoque un profond malaise. Celui-ci, par la force quelquefois (logement des troupes par les récalcitrants), fait rentrer l'impôt additionnel de 45 centimes institués par son prédécesseur Garnier-Pagès.
La politique étrangère dirigée par Jules Bastide recherche l'entente avec l'Angleterre et l'Autriche et se méfie de la Prusse, qui vient d'annexer le Schleswig-Holstein et qui se pose en chantre du pangermanisme. La France ne porte pas secours aux Italiens et aux Polonais qui sont réprimés par les Autrichiens, au grand dam des républicains pour qui la France doit défendre le droit des peuples à choisir leur destin. La République n'intervient pas dans le conflit qui oppose le pape Pie IX à ses sujets romains (ce qui mécontente à la fois les républicains et les conservateurs).
Le mécontentement se traduit aux élections complémentaires qui se déroulent le 17 septembre dans 13 départements. Sur les dix-sept sièges à pourvoir, il y a 15 monarchistes élus. Louis-Napoléon Bonaparte est élu dans 5 départements, décide de venir siéger et le 25 octobre, se porte candidat à l'élection présidentielle prévue pour les 11 et 12 décembre 1848. Les républicains avancés s'organisent pour soutenir la candidature de Ledru-Rollin. Aussi Cavaignac doit opérer un remaniement ministériel le 15 octobre et faire entrer dans le gouvernement des membres du parti de l'Ordre. Pour tenter de se concilier l'électorat et faciliter la candidature du général Cavaignac, le gouvernement veut rassurer les rentiers. Il prend des mesures en faveur des détenteurs de bons du Trésor et de livrets de caisse d'épargne et il abandonne le projet de nationalisation des compagnies d'assurances. Par contre, il maintient l'impôt sur le sel, ce qui lui aliène le soutien des éleveurs.